# Eldar Ćivić
Eldar Ćivić (Tuzla, 28 de mayo de 1996) es un futbolista bosnio que juega en la demarcación de defensa para el F. C. Baltika Kaliningrado de la Liga Premier de Rusia.

## Selección nacional
Después de jugar en la selección de fútbol sub-17 de Bosnia y Herzegovina, la sub-19 y la sub-21, finalmente hizo su debut con la selección absoluta el 1 de junio de 2018 en un encuentro amistoso contra Corea del Sur que finalizó con un resultado de 1-3 a favor del combinado bosnio tras un triplete de Edin Višća para Bosnia, y un gol de Lee Jae-sung para el combinado surcoreano.

### Goles internacionales
| # | Fecha                   | Estadio                                 | Oponente      | Gol | Resultado | Competición                         |
| - | ----------------------- | --------------------------------------- | ------------- | --- | --------- | ----------------------------------- |
| 1 | 18 de noviembre de 2019 | Rheinpark Stadion, Vaduz, Liechtenstein | Liechtenstein | 0-1 | 0-3       | Clasificación para la Eurocopa 2020 |

## Clubes
| Club                          | País            | Año       | Partidos | Goles |
| ----------------------------- | --------------- | --------- | -------- | ----- |
| 1. F. C. Slovácko             | República Checa | 2015-2017 | 49       | 3     |
| A. C. Sparta Praga            | República Checa | 2017-2018 | 6        | 1     |
| F. C. Spartak Trnava (cedido) | Eslovaquia      | 2018      | 11       | 0     |
| A. C. Sparta Praga            | República Checa | 2018-2019 | 22       | 0     |
| Ferencváros TC                | Hungría         | 2019-2025 | 191      | 4     |
| F. C. Baltika Kaliningrado    | Rusia           | 2025-     |          |       |

## Palmarés

### Campeonatos nacionales
| Título                  | Club                 | País       | Año  |
| ----------------------- | -------------------- | ---------- | ---- |
| Superliga de Eslovaquia | F. C. Spartak Trnava | Eslovaquia | 2018 |
| Nemzeti Bajnokság I     | Ferencváros TC       | Hungría    | 2020 |
| Nemzeti Bajnokság I     | Ferencváros TC       | Hungría    | 2021 |
| Nemzeti Bajnokság I     | Ferencváros TC       | Hungría    | 2022 |
| Copa de Hungría         | Ferencváros TC       | Hungría    | 2022 |
| Nemzeti Bajnokság I     | Ferencváros TC       | Hungría    | 2023 |
| Nemzeti Bajnokság I     | Ferencváros TC       | Hungría    | 2024 |
| Nemzeti Bajnokság I     | Ferencváros TC       | Hungría    | 2025 |